# Martin Haspelmath (Orgelbauer)
Martin Haspelmath (* 5. Januar 1935 in Walsrode; † 1. Mai 1996) war ein Orgelbaumeister, der in Walsrode seinen Sitz hatte. Er galt als Experte für die Restaurierung norddeutscher Orgeln des ausgehenden 18. und des 19. Jahrhunderts.

## Leben
Martin Haspelmath wurde als fünftes von sechs Kindern des Zahnarztes Martin Haspelmath geboren, der auch kleine Orgelreparaturen ausführte. Er war der Onkel des Linguisten Martin Haspelmath. Nach einer Lehre als Tischler in Altenboitzen und einem anschließenden Gesellenjahr (1950–1954) arbeitete Haspelmath als Orgelbautischler bei Paul Ott in Göttingen (1954–1957). Dort schlossen sich von 1957 bis 1959 die Orgelbaulehre und bis 1968 Gesellenjahre an. 1968 erfolgte die Meisterprüfung. Nach zehn Jahren Arbeit bei Ott machte Haspelmath sich 1969 selbstständig und errichtete in Walsrode eine eigene Werkstatt. 1968 heiratete er Karola Schweissgut. Seine Tochter Katrin Haspelmath (* 21. Mai 1970) erlernte den Orgelbau in der Walsroder Werkstatt, übernahm nach dem Tod des Vaters zusammen mit der Mutter die Firma und war bis 2009 als freie Orgelbauerin bei Harm Dieder Kirschner angestellt.

## Werk
Haspelmaths Entschluss in die Selbstständigkeit war insbesondere durch die Leichtfertigkeit veranlasst, mit der Orgelbauer und Sachverständige in den 1950er und 1960er Jahren mit der historischen Substanz der alten Orgelbaumeister umgingen. Da eine grundlegende Orgelrenovierung nicht generell eine preisgünstigere Alternative zu einem entsprechenden Neubau war, gab oft der historische Wert eines Instruments den Ausschlag. Historischen Instrumenten aus der Barockzeit kam in den 50er und 60er Jahren des 20. Jahrhunderts, also der Blütezeit der Orgelbewegung und auch noch später, deutlich mehr Wertschätzung zu, als Instrumenten des ausgehenden 18. und 19. Jahrhunderts, welche gelegentlich tatsächlich nicht dasselbe Qualitätsniveau wie barocke Instrumente aufwiesen. Ganz besonders bei der Restaurierung dieser Orgeln hat Haspelmath sich einen Ruf als Spezialist und Experte erworben und führte vor allem in Nordwestdeutschland beachtliche Restaurierungen durch. Der Schwerpunkt seines Tätigungsfelds lag auf Orgeln des 19. Jahrhunderts besonders im Elbe-Weser-Gebiet und in Südniedersachsen.
Er restaurierte die Orgeln im jeweiligen Geist der Instrumente einfühlsam und individuell. So weit wie möglich sollte die erhaltene Substanz in ihrer ursprünglichen Gestalt und damit verbundenen historischen Aussagekraft bewahrt bleiben. Im Gegensatz zu vielen Gegnern der Orgelbewegung setzt er sich folglich in späteren Jahrzehnten für den Erhalt der Orgeln von Paul Ott ein oder baute und intonierte sie auf Wunsch um. Haspelmath hat fünf Orgelneubauten (immer unter Verwendung älteren Materials) und über 100 Restaurierungen durchgeführt. Kennzeichnend für seine Arbeitsweise war, dass er die historischen Orgeln, die er restaurierte, nicht bei sich aufbaute, sondern mit seiner Werkstatt vor Ort zog, um das Untergehäuse und die Mechanik, sofern nicht ebenfalls von Grund auf zu sanieren, nicht abbauen zu müssen und somit schonen zu können.
Charakteristisch für die von Haspelmath renovierten Orgeln ist es, dass sie stets kompromisslos ihren „historischen Charme“ zurückerhalten haben. Bei genau diesen Prämissen ist es oft auch unvermeidbar, dass sie in ihrer technischen Präzision oder in ihrem klanglichen Konzept dem Zustand etwas nachstehen, der mit einer „klassischen Renovierung“ erreicht worden wäre.

## Werkliste (Auswahl)
Die Größe der Instrumente wird in der fünften Spalte durch die Anzahl der Manuale und die Anzahl der klingenden Register in der sechsten Spalte angezeigt. Ein großes „P“ steht für ein selbstständiges Pedal, ein kleines „p“ für ein angehängtes Pedal.
| Jahr      | Ort                  | Kirche                             | Bild | Manuale | Register | Anmerkungen |
| --------- | -------------------- | ---------------------------------- | ---- | ------- | -------- | --- |
| 1970–1971 | Wahmbeck             | Christophoruskirche                |      | I/P     | 9        | Restaurierung der Orgel von Johann Stephan Heeren (1787) |
| 1971      | Kirchtimke           | Ev.-luth. Kirche                   |      | II/P    | 13       | Restaurierung der Orgel von Johann Hinrich Röver (1865) |
| 1972–1973 | Hillerse             | Ev.-luth. Kirche                   |      | I/P     | 12       | Restaurierung der Orgel von Balthasar Conrad Euler (1848) |
| 1972–1974 | Walsrode             | Stadtkirche                        |      | II/P    | 26       | Restaurierung der Orgel von Eduard Meyer (1849); Wiederherstellung der ursprünglichen Disposition, Rekonstruktion der Zungenstimmen                                             |
| 1974      | Gladebeck            | St. Nikolai                        |      | II/P    | 17       | Restaurierung der Orgel von Gustav Carl Engelhardt (1862) |
| 1974      | Nörten-Hardenberg    | Kapelle Waisenhaus                 |      | I/P     | 9        | Restaurierung der Orgel von Balthasar Conrad Euler (1848) und Erweiterung um ein Register                                                                                       |
| 1974      | Ahausen              | Ahauser Kirche                     |      | II/P    | 11       | Restaurierung der Orgel von Johann Hinrich Röver (1864) |
| 1975      | Dassel               | St.-Laurentius-Kirche              |      | II/P    | 25       | Restaurierung der Orgel von Philipp Furtwängler (1845) |
| 1975–1976 | Venne (Ostercappeln) | Walburgiskirche                    |      | II/P    | 15       | Restaurierung der Orgel der Gebr. Haupt (1847) |
| 1976      | Markoldendorf        | Martinskirche                      |      | II/P    | 23       | Restaurierung der Orgel von Philipp Furtwängler & Söhne (1869); Instandsetzung durch Katrin Haspelmath (1997–98), vollendet von Harm Dieder Kirschner                           |
| 1976      | Obernjesa            | Marienkirche                       |      | I/P     | 11       | Restaurierung der Orgel von August von Werder (1844) |
| 1976      | Moringen             | Stadtkirche                        |      | II/P    | 23       | Restaurierung der Orgel von Carl Giesecke (1850), der einige Register von Christian Vater (1743) übernommen hatte; Gehäuse und etliche Register von Vater und Giesecke erhalten |
| 1976–1978 | Marienstein          | Ehemalige Klosterkirche            |      | II/P    | 18       | Restaurierung und Teilrekonstruktion der Orgel von Johann Heinrich und Johann Wilhelm Gloger (um 1732)                                                                          |
| 1978      | Brunkensen           | St. Martin                         |      | I/P     | 5 (9)    | Neubau (Rekonstruktion) unter Verwendung des Prospekts von Christian Vater (1721)                                                                                               |
| 1978      | Gillersheim          | Kirche Gillersheim                 |      | I/P     | 13       | Neubau unter Verwendung des Gehäuses von August von Werder (1853) und Pfeifenmaterials von P. Furtwängler & Hammer (1912)                                                       |
| 1978      | Vahlbruch            | Ev.-luth. Kirche                   |      | II/P    | 16       | Restaurierung der Orgel von Balthasar Conrad Euler (1845); 3 Register rekonstruiert                                                                                             |
| 1979      | Mackensen            | Ev.-luth. Kirche                   |      | I/P     | 9        | Neubau unter Verwendung des Gehäuses und Prospekts von Georg Andreas Almes (1774)                                                                                               |
| 1977–1980 | Barterode            | St. Pankratius                     |      | I/P     | 15       | Restaurierung der Orgel von Euler et Kuhlmann (1825) |
| 1979–1980 | Kirchwistedt         | St.-Johannes-Kirche                |      | II/P    | 13       | Restaurierung der Orgel von Johann Hinrich Röver (1863) |
| 1980      | Herreth              | St. Jacobus Maior                  |      | I/P     | 10       | Restaurierung der Orgel von Andreas Hofmann (1818) |
| 1980      | Ostgroßefehn         | Auferstehungskirche (Ostgroßefehn) |      | II/P    | 13       | Restaurierung der Orgel von P. Furtwängler & Hammer (1895) |
| 1981      | Bühle (Northeim)     | St. Oswald                         |      | I/P     | 14       | Restaurierung der Orgel von Johann Wilhelm Schmerbach der Ältere (um 1785); drei Register rekonstruiert                                                                         |
| 1981      | Lenglern             | St. Martini                        |      | I/P     | 13       | Restaurierung der Orgel von Johann Stephan Heeren (1795) |
| 1979–1982 | Dunum                | Dunumer Kirche                     |      | I/P     | 8 (9)    | Restaurierung der Orgel von Hinrich Just Müller (1759–65) |
| 1982      | Oldenrode            | Ev.-luth. Kirche                   |      | I       | 5        | Neubau unter Verwendung des neugotischen Gehäuses und Pfeifenmaterials von Carl Giesecke (um 1850)                                                                              |
| 1982      | Forlitz-Blaukirchen  | Lutherische Kirche                 |      | I/p     | 6        | Restaurierung der Orgel der Gebr. Rohlfs (1869) |
| 1984–1985 | Niedergandern        | Gutskapelle Niedergandern          |      | I/P     | 12       | Restaurierung der Orgel von Johann Wilhelm Schmerbach der Mittlere (1811); Rekonstruktion von 4 Registern                                                                       |
| 1984      | Intschede            | St. Michaelis                      |      | II/P    | 16       | Restaurierung der Orgel von Eduard Meyer (1850) |
| 1984–1985 | Dransfeld            | St. Martini                        |      | II/P    | 21       | Restaurierung der Orgel von Balthasar Conrad Euler (1843–45); Rekonstruktion von 6 Registern                                                                                    |
| 1985–1986 | Horst                | St. Petri                          |      | II/P    | 9        | Restaurierung der Orgel von Carl Johann Heinrich Röver (1892) und Erweiterung des Pedals um ein Register von Röver aus Oese                                                     |
| 1986      | Brevörde             | St. Urban                          |      | I/P     | 13       | Renovierung der Orgel von Andreas Schweimb (um 1690) |
| 1986      | Zebelin              | Kirche Zebelin                     |      | I/P     | 5        | Neubau unter Verwendung des Gehäuses und Pfeifenmaterials von P. Furtwängler & Hammer (1912)                                                                                    |
| 1987      | Oberndorf (Oste)     | St.-Georgskirche                   |      | II/P    | 25       | Instandsetzung der Orgel von Johann Hinrich Röver & Söhne (1879) |
| 1987–1988 | Werdum               | St.-Nicolai-Kirche                 |      | II/P    | 15       | Restaurierung der Orgel von Johann Diepenbrock (1897–98) |
| 1988–1989 | Roggenstede          | Roggensteder Kirche                |      | I/p     | 8        | Restaurierung der Orgel von Johann Gottfried Rohlfs (1827–1833) |
| 1988–1989 | Westerholt           | Westerholter Kirche                |      | I/p     | 8        | Restaurierung der Orgel von Arnold Rohlfs (1840–42) |
| 1989      | Heiningen            | St. Peter und Paul                 |      | II/P    | 30       | Restaurierung der Orgel von Heinrich Vieth (um 1870) |
| 1989–1990 | Mulsum (Kutenholz)   | St. Petri                          |      | II/P    | 16       | Restaurierung der Orgel von Johann Hinrich Röver (1869–70) |
| 1990      | Stöckheim            | St. Martin                         |      | II/P    | 16       | Restaurierung der Orgel von Carl Giesecke (1859/1860) |
| 1992      | Lauenau              | St.-Lukas-Kirche                   |      | II/P    | 16       | Restaurierung der Orgel von P. Furtwängler & Hammer (1879) |
| 1993      | Drochtersen          | St. Johannis und Catharina         |      | II/P    | 23       | Restaurierung der Orgel von Carl Johann Heinrich Röver (1895) und Erweiterung um ein Register                                                                                   |
| 1993      | Welsede              | Gutskapelle                        |      | I       | 8        | Restaurierung der Orgel von Johann Conrad Müller (1735) |
| 1993      | Hemeln               | Ev.-luth. Kirche                   |      | II/P    | 15       | Restaurierung der Orgel von Euler et Kuhlmann (vor 1820) |
| 1993      | Möbisburg            | Ev. Kirche                         |      | II/P    | 19       | Restaurierung der Orgel von Johann Michael Hesse (1780) |
| 1994      | Hörden am Harz       | Ev.-luth. Kirche                   |      | I/P     | 9        | Restaurierung der Orgel eines unbekannten Orgelbauers (1787) |
| 1995      | Langenholtensen      | St. Martini                        |      | II/P    | 16       | Restaurierung der Orgel von Carl Heyder (1864)/Gebr. Dutkowski (1934/1935)/Rudolf Janke (um 1966)                                                                               |